# Секретариат за развитие на селското стопанство и кооперативизма
Секретариатът за развитие на селското стопанство и кооперативизма (на португалски: Secretaria de Desenvolvimento Agropecuário e Cooperativismo — SDC) е специализиран орган на Mинистерството на земеделието на Бразилия, който отговаря за провеждането на държавната политика за внедряване на устойчиви практики за развитие в областта на агробизнеса. Секретариатът полага усилия за стимулиране на кооперативизма и сътрудничеството в областта на селското стопанство, въвеждане на устойчиви практики на развитие, разработване и прилагане на нови технологии за производство, защита на интелктуалната собственост, инфраструктурата и логистиката, необходими за производството, транспортирането и съхранението на селксостопанските продукти.

## Структура
Към секретариата функционират четири департамента, които отговарят за политиките, провеждани в различни организационни сектори:
1. Департаментът за кооперативизма и асоциациите (Departamento de Cooperativismo e Associativismo Denacoop) е орган на секретариата, който насърчава кооперативизма в селското стопанство и партньорството между кооперациите, както и тяхната интернационализация, с цел да се разшири икономическия принос на кооперативния сектор в експорта на страната. Департаментът провежда и политика за насърчаване на кооперативизма сред младите хора и особено сред жените, с цел засилване на социалната интеграция и заетостта в сектора.
2. Департамент за производствени системи и устойчивост (Departamento de Sistemas de Produção e Sustentabilidade — Depros) – отговаря за регулирането и стимулирането на устойчиви земеделски практики, съхраняващи околнтата среда и природните ресурси. Основните политики, разработвани от DEPROS, са свързани с производството на биологични храни, внедряването на интегрирани производствени системи за проследяване и качество, както и на системи за опазване на почвите и водите, които са от ключово значение за възстановяването и поддържането на засегнати от замърсяване райони.
3. Департамент за интелектуална собственост и технология на селското стопанство (Departamento de Propriedade Intelectual e Tecnologia da Agropecuária — Depta) – отговаря за въпросите, отнасящи се до защитата на интелектуалната собственост на агробизнеса, до създаването и популяризирането на нови сортове, до проучването и внедряването на нови инструменти, машини и суровини в земеделското производство. DEPTA поддържа и Националната географска система за идентификация, която отговаря за издаването на лицензи за производство на храни в различните географски региони на страната.
4. Департамент за инфраструктура и логистика (Departamento de Infraestrutura e Logística — Diel) – координира политиката, свързана с транспортирането, съхранението и унищожаването на земеделски продукти. Контролира физическото състояние на пристанищата, летищата, складовете и другите съоръжения, имащи отношение към транспортирането и съхранението на храните. Разработва инфарструктурни политики и дейности, насочени към увеличаване на логистичния капацитет на земеделските предприятия. Има отношение към контрола на качеството на селскостопанската авиация, като осигурява обучение на пилоти и оператори.